# Karel Jarolím
Karel Jarolím (* 23. srpna 1956 Čáslav) je český fotbalový trenér a bývalý profesionální fotbalista, který hrával na pozici záložníka. V letech 2016–2018 hlavní trenér české fotbalové reprezentace. Naposledy trénoval mezi prosincem 2020 a únorem 2022 trénoval Mladou Boleslav.

## Rodina
Je ženatý a má dva syny a dceru. Jeho manželka se jmenuje Jaroslava Jarolímová. Starší syn Lukáš (ročník 1976) působil v SK Slavia Praha. Mladší syn David (ročník 1979) je bývalý fotbalový reprezentant a dcera Anet (ročník 1989) je bývalá florbalová reprezentantka.

## Fotbalová kariéra
Začínal ve Spartaku Třemošnice (1965–1971), hostoval ve Spartaku Žleby a poté hrál v Pardubicích (1971–1977). Odtud odešel do Slavie Praha (1977–1978), následovala Dukla Praha (1978–1979), VTJ Tábor (1979–1980) a opět Slavia Praha (1980–1987). Poté přešel do francouzského Rouenu (1987–1990) a odtud do dalšího francouzského klubu Amiens (1990–1991). Po návratu do vlasti hrál opět za Slavii Praha (1991–1992), dále Viktorii Žižkov (1992), Švarc Benešov (1993–1994), Bohemians Praha (1994–1995) a Českou Lípa (1995).
Karel Jarolím nastoupil v nejvyšší soutěži k 275 utkáním, během nichž vstřelil 63 gólů. V lize nastoupil poprvé v sezóně 1977/78 a zahrál si za Slavii, Duklu a Bohemians. Karel Jarolím získal jeden titul s Duklou.
Býval technickým záložníkem s výbornou kopací technikou. Nejvyšší soutěž hrál ještě ve 39 letech.

### Prvoligová bilance
| Ročník          | Zápasy | Góly | Minuty | Klub                |
| --------------- | ------ | ---- | ------ | ------------------- |
| I. liga 1977/78 | –      | 1    | –      | TJ Slavia IPS Praha |
| I. liga 1978/79 | 4      | 1    | –      | ASVS Dukla Praha    |
| I. liga 1979/80 | –      | 3    | –      | SK Slavia IPS Praha |
| I. liga 1980/81 | 29     | 6    | –      | SK Slavia IPS Praha |
| I. liga 1981/82 | 30     | 5    | –      | SK Slavia IPS Praha |
| I. liga 1982/83 | 26     | 6    | –      | SK Slavia IPS Praha |
| I. liga 1983/84 | 28     | 9    | –      | SK Slavia IPS Praha |
| I. liga 1984/85 | 23     | 5    | –      | SK Slavia IPS Praha |
| I. liga 1985/86 | 22     | 2    | –      | SK Slavia IPS Praha |
| I. liga 1986/87 | 29     | 11   | –      | SK Slavia IPS Praha |
| I. liga 1991/92 | 28     | 4    | –      | SK Slavia Praha     |
| I. liga 1994/95 | 23     | 10   | 1 874  | FC Bohemians Praha  |
| CELKEM I. LIGA  | 271    | 63   | –      |                     |

## Trenérská kariéra

### První zkušenosti (1997–2004)
Trenérskou kariéru začal v Příbrami, kde působil v letech 1997-8. Od července 1999 trénoval jako asistent Františka Cipra v pražské Slavii, kterou i v letech 2000-2001 vedl jako hlavní trenér. Přestože obsadil 2. místo, byl odvolán. Trenér Ivan Hašek si ho následně vybral jako svého asistenta u francouzského Racingu Štrasburk, kde působil v letech 2001-2003. Po této zahraniční misi se vrátil do české ligy a od srpna 2003 byl trenérem Synotu Uherské Hradiště, kde působil do prosince 2004.

### SK Slavia Praha (2005–2010)
Do Slavie nastoupil na jaře 2005 na pozici hlavního kouče, kde nahradil Josefa Csaplára. V sezoně 2006/07 dovedl tým k druhému místu v lize. V následné kvalifikaci Ligy mistrů senzačně postoupil do základní skupiny, když vyřadil Žilinu a slavný Ajax Amsterdam. Ve skupinové fázi se Slavia utkala s FC Sevillou, londýnským Arsenalem a Steaua Bukureští. Získala pět bodů a postoupila do jarní části Poháru UEFA, kde hned v prvním vyřazovacím kole vypadla s Tottenhamem. V sezoně 2007/08 získal se Slavií svůj první mistrovský titul. V evropských pohárech se již nepodařil zopakovat postup do slavné Ligy mistrů a tým hrál základní skupinu Poháru UEFA. Za tyto úspěchy získal ocenění Trenér roku 2008 v anketě Fotbalista roku.
V ligové sezoně 2008/09 Slavia opět získala mistrovský titul a trenér Jarolím se tak stal prvním trenérem pražského klubu po 66 letech, který dokázal titul obhájit. V červenci 2009 byl kontaktován předsedou FAČR Haškem s nabídkou vést českou reprezentaci, ale Jarolím to odmítl. V následné sezoně tým znovu postoupil do základní skupiny nově vzniklé Evropské ligy, kde uhrál mj. dvě cenné remízy s Valencií. Na ligové scéně se ale Slavii v sezoně 2009/10 přestalo dařit. Proto trenér Jarolím v dubnu 2010 ve Slavii skončil a nahradil ho bývalý kouč sešívaných František Cipro. Dlouho však u slávistického kormidla nevydržel a v červnu 2010 se Jarolím vrátil zpět k týmu. Sezona 2010/11 však začala pro Slavii velmi špatně. Z deseti zápasů získala pouhých 10 bodů a krčila se na dvanáctém místě ligové tabulky. 29. září 2010 tak Jarolím odstoupil ze své funkce a do konce podzimní části ho nahradil jeho asistent Michal Petrouš.

### Zahraniční angažmá (2010–2013)
Poté odešel do zahraničí, nejprve na Slovensko, kde převzal tým Slovanu Bratislava, s nímž vyhrál v sezóně 2010/11 ligový titul i slovenský fotbalový pohár. Následně působil v saúdskoarabském Al Ahli, se kterým v sezoně 2011/12 obsadil druhé místo v Saudi Professional League a také druhé místo v Lize mistrů AFC 2012. V roce 2013 trénoval půl roku v klubu Al-Wahda ze Spojených arabských emirátů.

### FK Mladá Boleslav (2014–2016)
V lednu 2014 se vrátil po necelých 4 letech do české ligy, když jej klub FK Mladá Boleslav jmenoval jako svého hlavního trenéra. V týmu se setkal se svým synem Davidem, který zde hrál na pozici záložníka. Na konci sezony 2013/14 skončil tým na 3. místě a hrál kvalifikaci Evropské ligy, kde vypadl v 3. předkole se silným Lyonem. V následných dvou ligových sezonách (2014/15 a 2015/16) se Boleslav umístila na 4. místě, v roce 2016 vyhrála český pohár. V květnu 2016 prodloužil s Mladou Boleslaví smlouvu o další tři roky. Tým však vedl pouze v předkolech Evropské ligy 2016/17 a svoje klubové působení k 25. srpnu 2016 ukončil.

### Česká fotbalová reprezentace
V červenci 2016, poté co ve funkci trenéra české fotbalové reprezentace skončil Pavel Vrba, byl jmenován novým hlavním koučem národního týmu s datem nástupu 1. srpna 2016. Do 25. srpna 2016 měl povoleno souběžně vést FK Mladá Boleslav. Své působení u reprezentace ukončil 11. září 2018 po sérii neúspěšných zápasů.

## Úspěchy

### Hráčské

#### ASVS Dukla Praha
- mistr 1. československé ligy 1978/79

### Trenérské

#### SK Slavia Praha
- 2x mistr české ligy: 2007/08, 2008/09
- postup do základní skupiny Ligy mistrů 2007/08

#### ŠK Slovan Bratislava
- mistr slovenské ligy 2010/11
- vítěz slovenského poháru 2010/11

#### Al Ahli
- vítěz Královského poháru mistrů 2012
- finalista Ligy mistrů AFC 2012

#### FK Mladá Boleslav
- vítěz českého poháru: 2015/16

### Individuální
- 1x trenér roku v anketě Fotbalista roku: 2008